# Acacia velutina
Acacia velutina é uma espécie de leguminosa do gênero Acacia, pertencente à família Fabaceae.